# Belköl
Belköl är en ort i Kazakstan.   Den ligger i oblystet Qyzylorda, i den centrala delen av landet, 800 km sydväst om huvudstaden Astana. Belköl ligger 128 meter över havet och antalet invånare är 1 486.
Terrängen runt Belköl är mycket platt.  Trakten runt Belköl är nära nog obefolkad, med mindre än två invånare per kvadratkilometer. Närmaste större samhälle är Qyzylorda, 7,7 km nordväst om Belköl. Trakten runt Belköl består i huvudsak av gräsmarker.